# Laugaliai
Laugaliai (deutsch  Laugallen) ist ein Ortsteil der Stadt Gargždai in der litauischen Rajongemeinde Klaipėda. 

## Geographische Lage
Der Ortsteil liegt ca. 1 km westlich des Zentrums der Kleinstadt Gargždai (Garsden). Er liegt an der Buslinie von Klaipėda (Memel) nach Gargždai. Die Bushaltestelle befindet sich unmittelbar in der Nähe des alten Postamtes an der Landstraße nach Garßen.

## Geschichte
Um 1800 hatte das Dorf, das auch als Kuckerlaugallen oder Kukorlaugallen bekannt war, etwa 120 Einwohner. Diese Zahl stieg bis 1939 auf circa 300. Bis 1944 gehörte der Ort zum preußischen Landkreis Memel und lag nur einige Dutzend Meter von der alten ostpreußisch-litauischen Grenze entfernt. 1945 kam das Dorf zur Sowjetunion, und es erfolgte die Vertreibung der deutschen Bevölkerung. Heute gehört Laugaliai zum litauischen Staatsgebiet. 2018 wurde der Ort in die Stadt Gargždai eingemeindet.

## Bevölkerung
Die Bevölkerungszahl ist aufgrund des Wirtschaftsbooms in Litauen zurückgegangen, da jüngere Einwohner in die Städte abwanderten. In Laugaliai leben einige deutsche Bewohner, die den alten ostpreußischen Dialekt beherrschen. Es sind durchweg Frauen, die damals in Ostpreußen beheimatete sogenannte Kleinlitauer heirateten.

## Einrichtungen
In Laugaliai befindet sich ein großes Altersheim, welches das Ziel von Hilfslieferungen deutscher Organisationen in den 1990er Jahren nach dem Zusammenbruch der Sowjetunion war.